# Scogli Sestrizze Pletaschi
Gli scogli Sestrizze Pletaschi sono un gruppo di piccoli scogli della Dalmazia meridionale, in Croazia, di fronte al porto di Trappano, nella regione raguseo-narentana. Sono adiacenti alla costa nord-ovest della penisola di Sabbioncello.
Gli scogli, che si trovano allineati nelle acque del canale della Narenta (Neretvanski kanal), tra val Bellecizza (uvala Belečica) e val Luka (Luka), sono stati accorpati in un'unica diga frangiflutti lunga circa 280 m a protezione del porto di Trappano, leggermente discosta dalla terraferma per permettere il passaggio di piccole imbarcazioni. All'estremità occidentale della diga c'è un faro di segnalazione.
In croato gli scogli avevano un tempo nomi individuali: Mali Škojić, Ždrilo, Plitački Škoj, Veliki Škoj e Sestrice. 

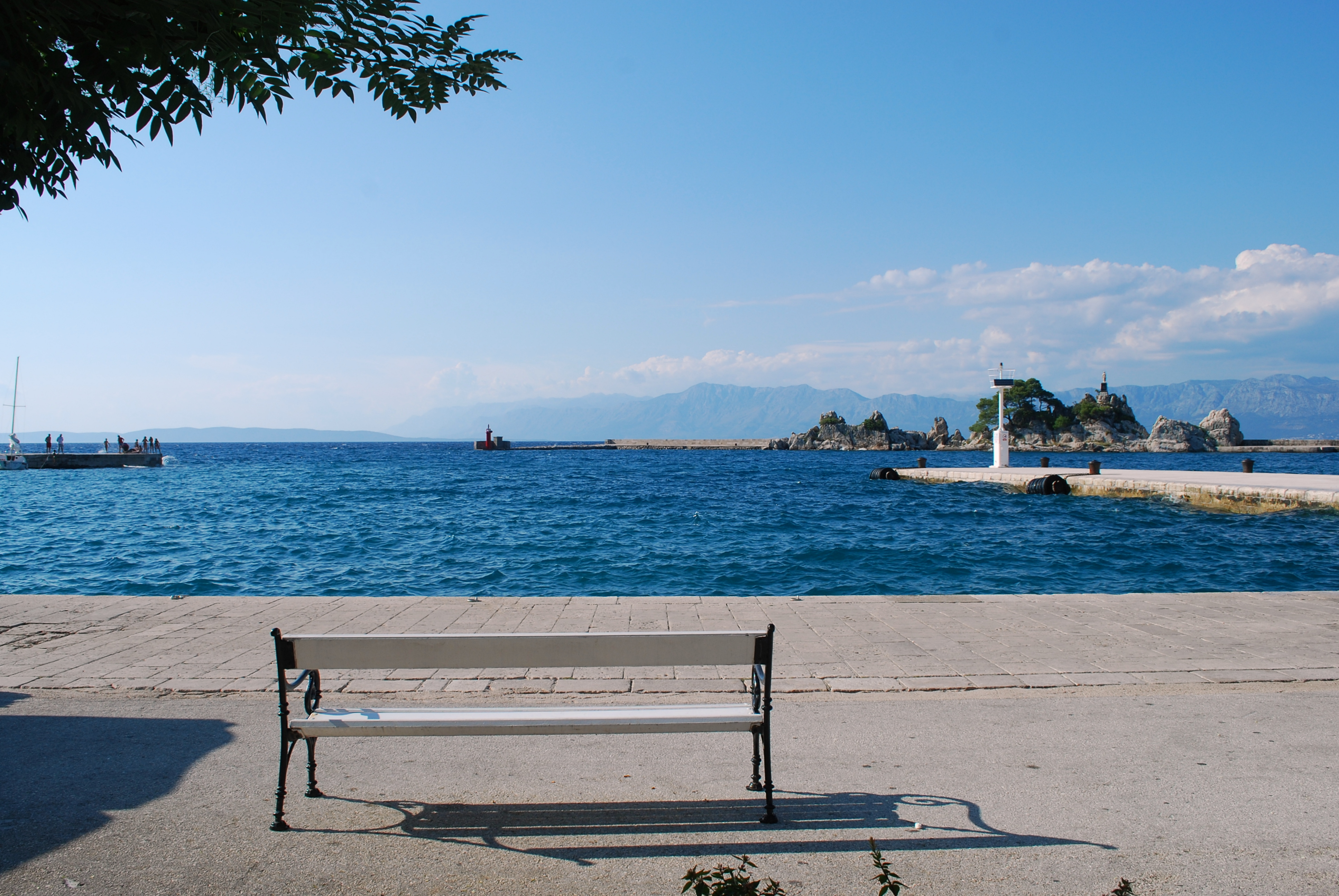
I Sestrizze Pletaschi visti dal porto.

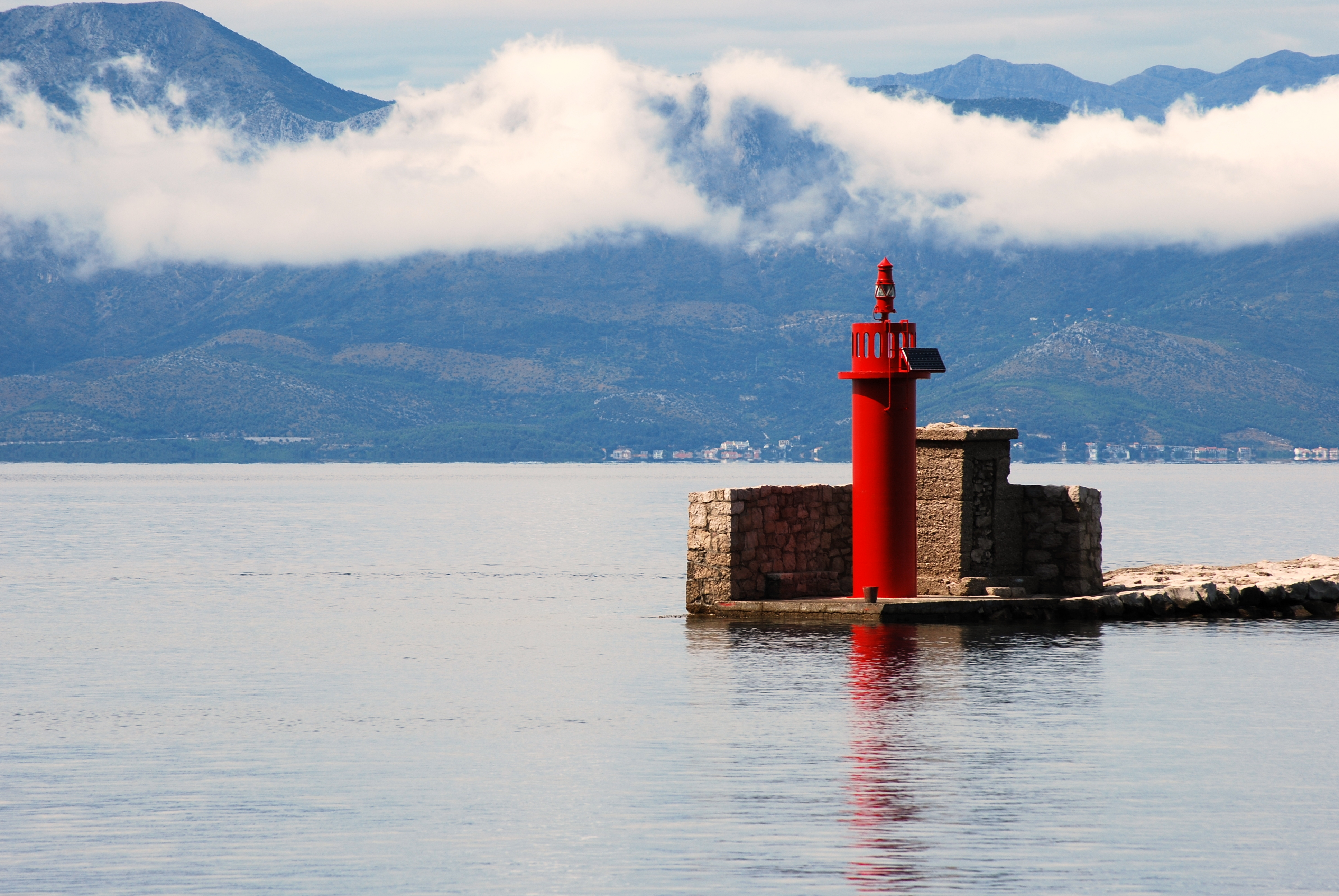
Il faro all'estremità del frangiflutti.

### Cartografia
- (HR) Mappa topografica della Croazia 1:25000, su preglednik.arkod.hr. URL consultato il 5 settembre 2017.
- Carta di cabottaggio del mare Adriatico, foglio XI, Milano, Istituto geografico militare, 1822-1824. URL consultato il 5 settembre 2017 (archiviato dall'url originale il 13 aprile 2013).
- G. Giani, Carta prospettiva delle Comuni censuarie della Dalmazia, foglio 9, 1839. Fondo Miscellanea cartografica catastale, Archivio di Stato di Trieste.